# 台電加羅林魚木
台電加羅林魚木，是位於臺北市大安區台灣電力公司輸變電工程處北區施工處第二公務段的魚木，1983年由台電員工陳林金與陳文望手植於公館羅斯福路三段283巷30號溫州公園旁的台電工程單位辦公區內，是臺北市近兩千棵受保護樹木中唯一的魚木。

## 概要
1983年，台電北區施工處的員工陳文望拿了一根有著兩、三片黃葉子，約20公分長的枝條給徒弟陳林金在辦公室空地內試植，當時兩人都以為這是釋迦牟尼佛在樹下悟道的菩提樹，而當時台電正在進行多項工程，兩人希望種下這棵樹能保佑工程順利。為了使該樹枝條順利生長，陳林金特地挖鬆4、5坪土地，每三至四天澆一次水，並製作遮陽板避免陽光過度照射，一個月後新芽紛紛冒出，爾後兩人各自調往不同部門，仍會輪流回來照顧小樹，15年後這棵樹才首度綻放黃白色花朵，當時陳文望已因車禍殉職。目前該樹已長成超過15公尺、高達5層樓的大樹。該樹直到一位國立臺灣大學學生路過時撿拾花株回校研究，才發現該株樹木是來自大洋洲加羅林群島的加羅林魚木。2016年，台電啟動公共藝術空間改善計畫，邀集附近18家獨立書店留言於樹旁的「文化絮語」詩牆，同時拆除該樹所在位置的角落圍牆並遷移電力設備，以不開挖方式設置開放空間及露天涼椅，由藝術家劉柏宏設計樹下公共藝術「魚木的心跳」。2018年獲頒首屆臺北市政府樹木保護獎項「臺北樹益獎」。其後台電聘請插畫家李伊甯繪製魚木插畫，2020年聯手同為「城南臺大人文生活場域」成員的紀州庵文學森林與詩人沈花末、插畫設計師蔡豫寧量身打造寬3.1公尺、高1.2公尺專屬新詩插畫創作。

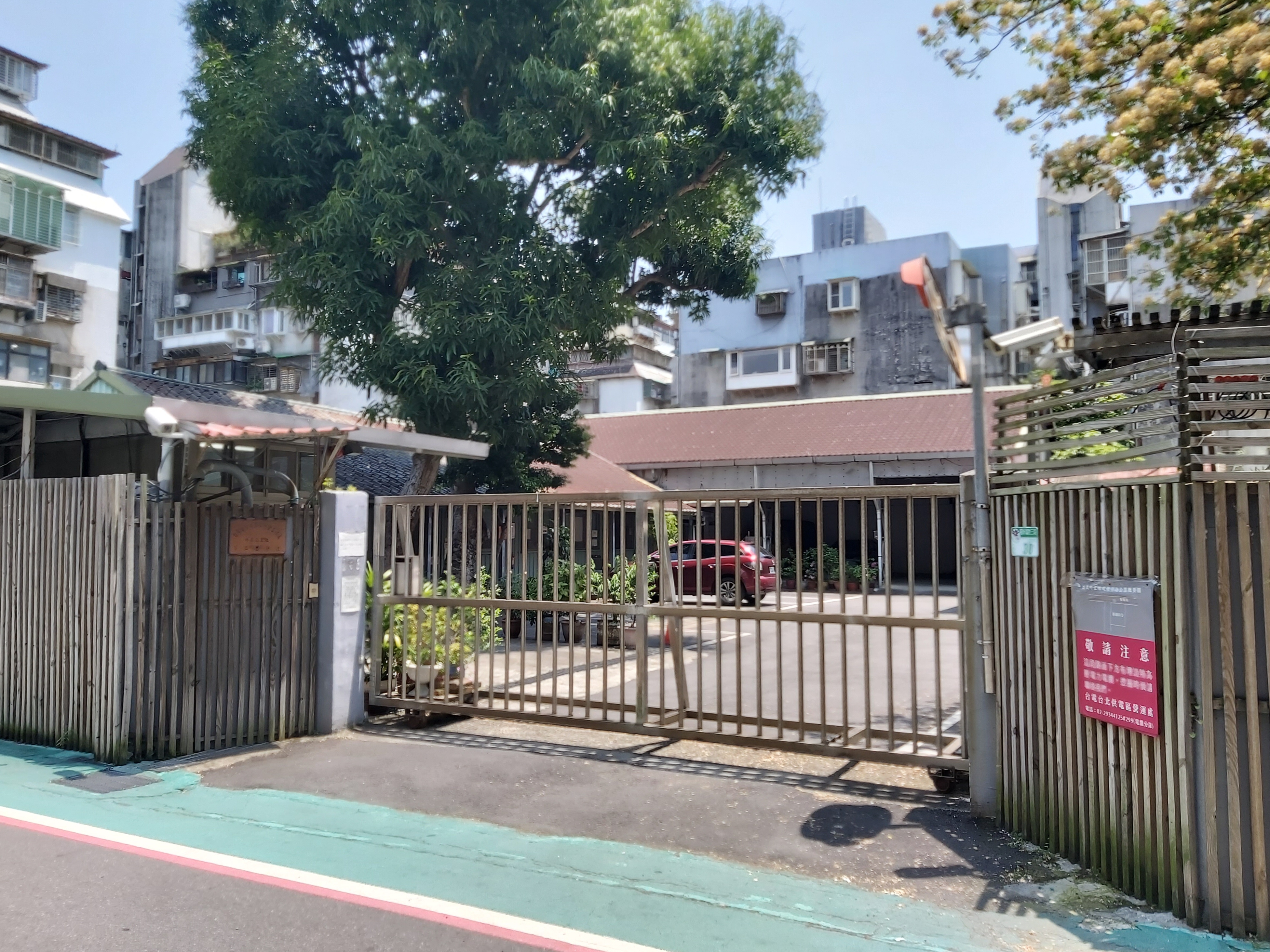
臺電北區施工處大門
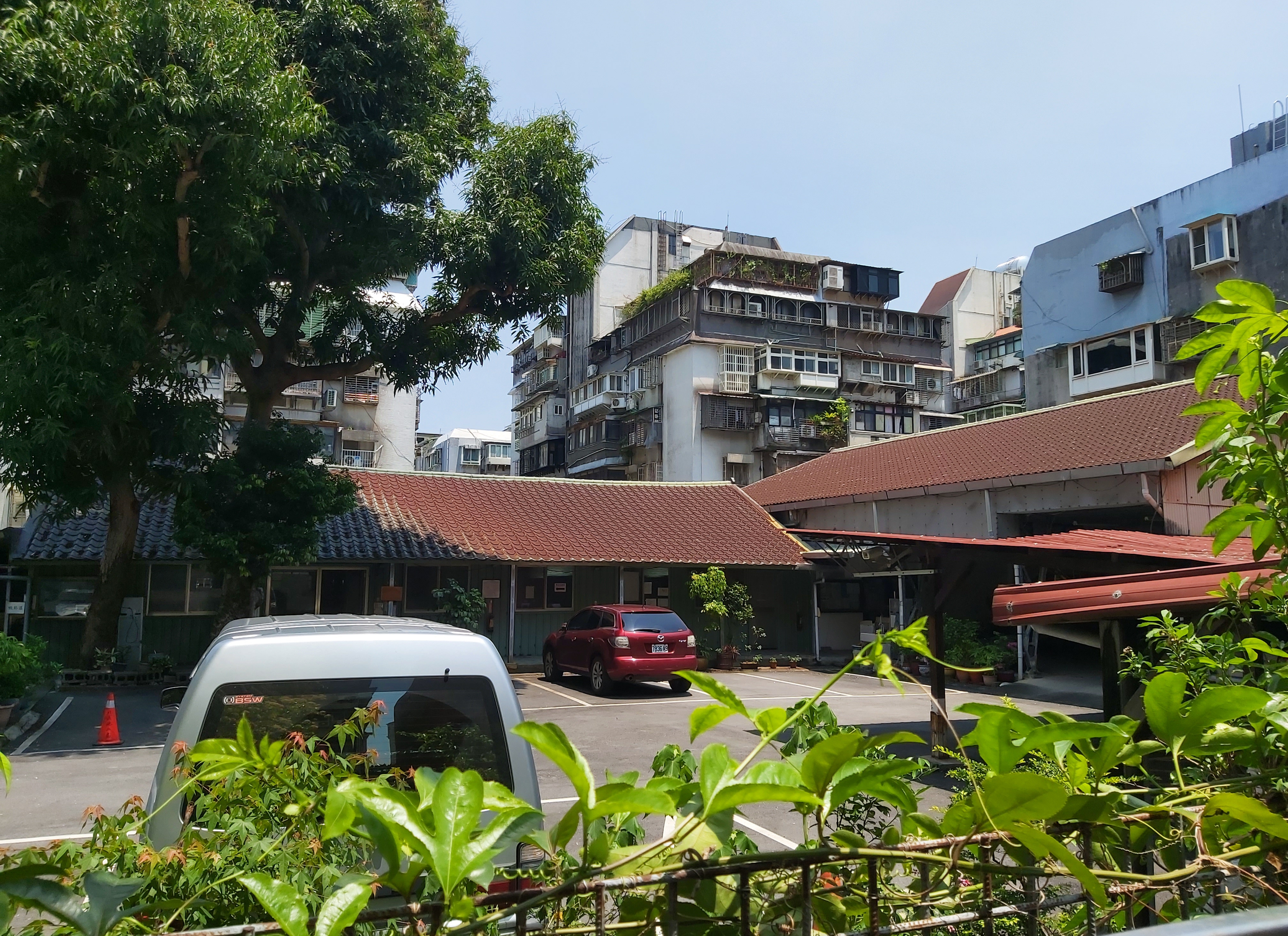
臺電北區施工處庭院
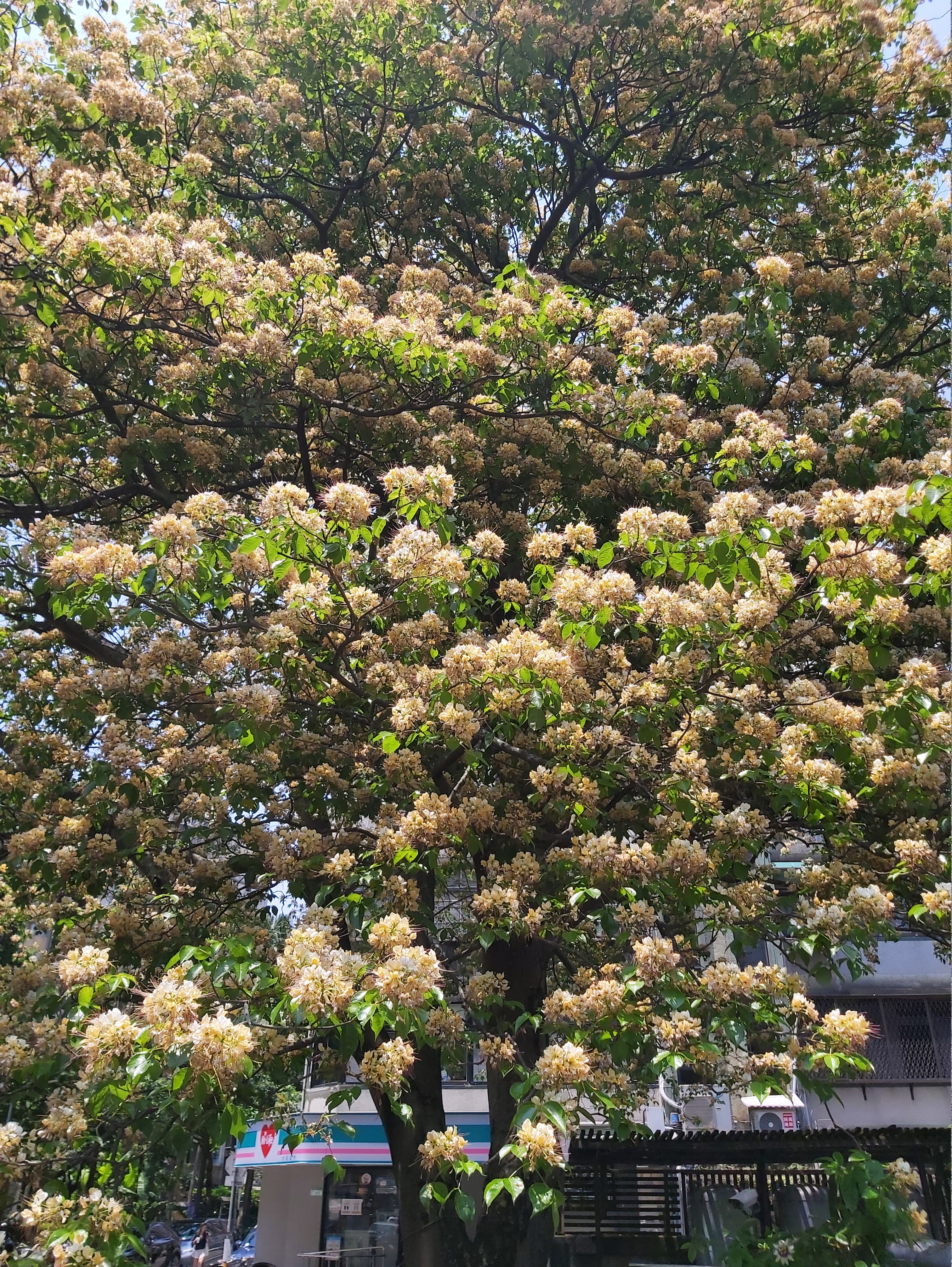
魚木花況
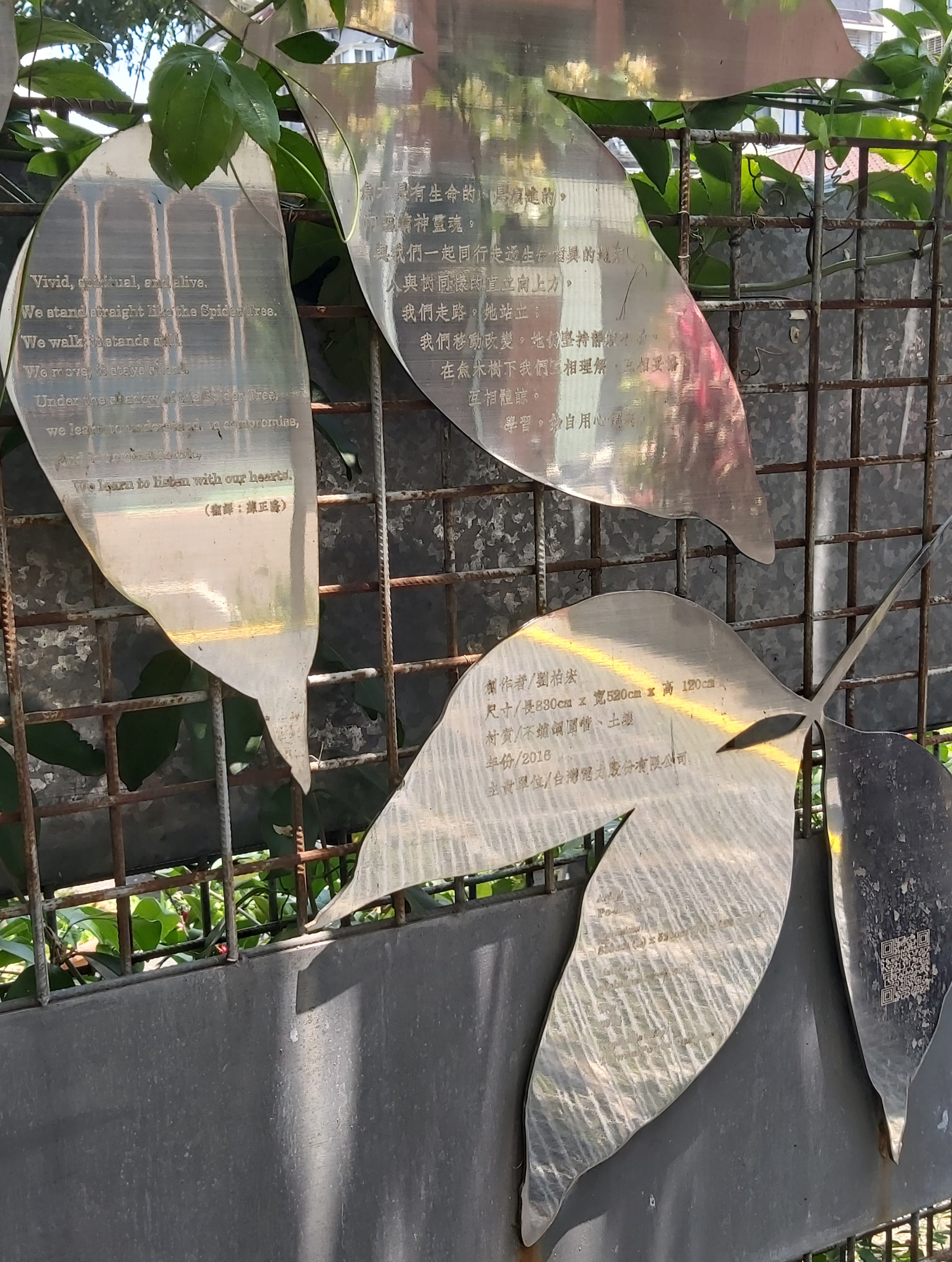
魚木的心跳
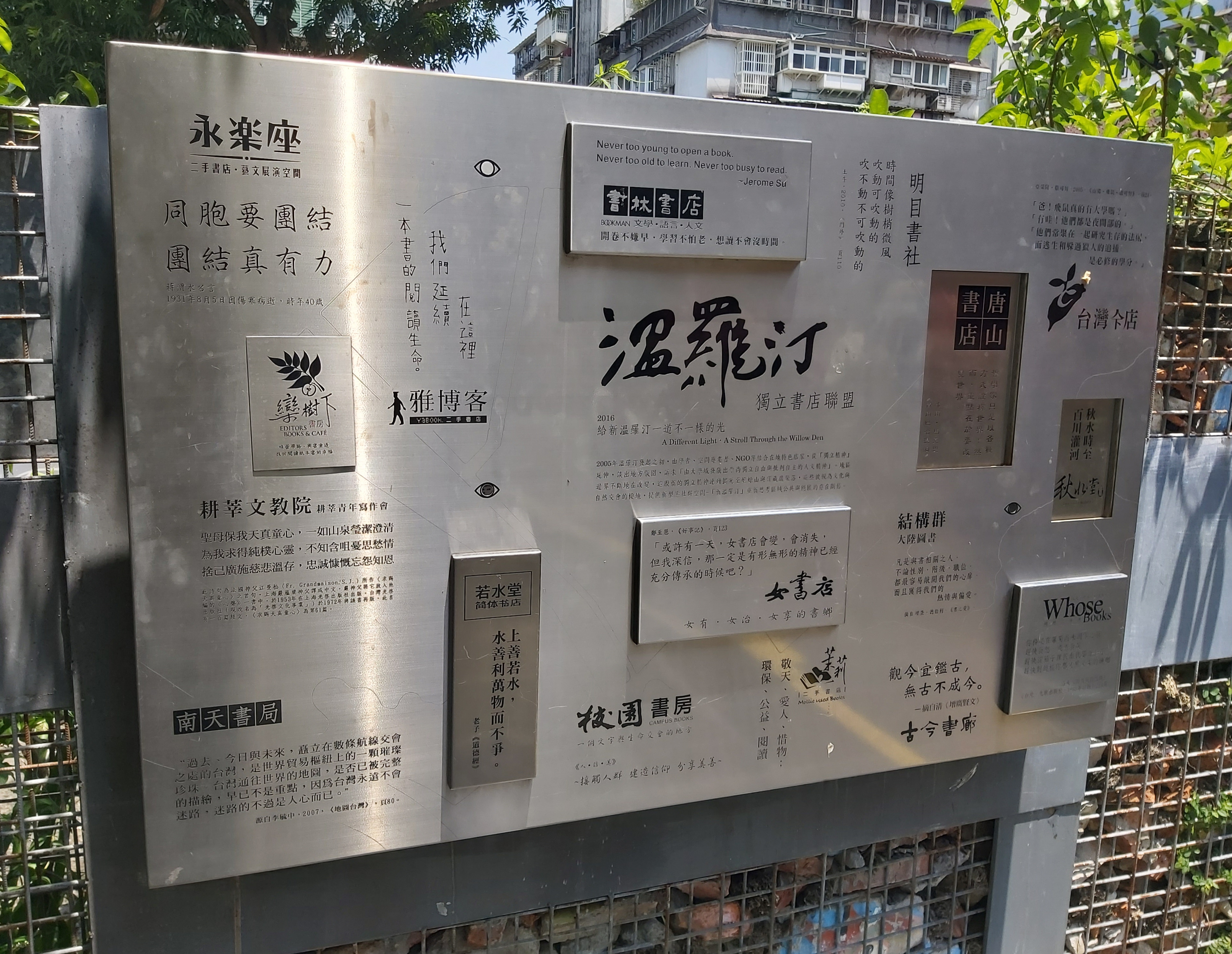
文化絮語詩牆

## 花季
每年4月為加羅林魚木花季，台電會在每年5月份的電費帳單上以加羅林魚木的盛開樣態作封面設計。

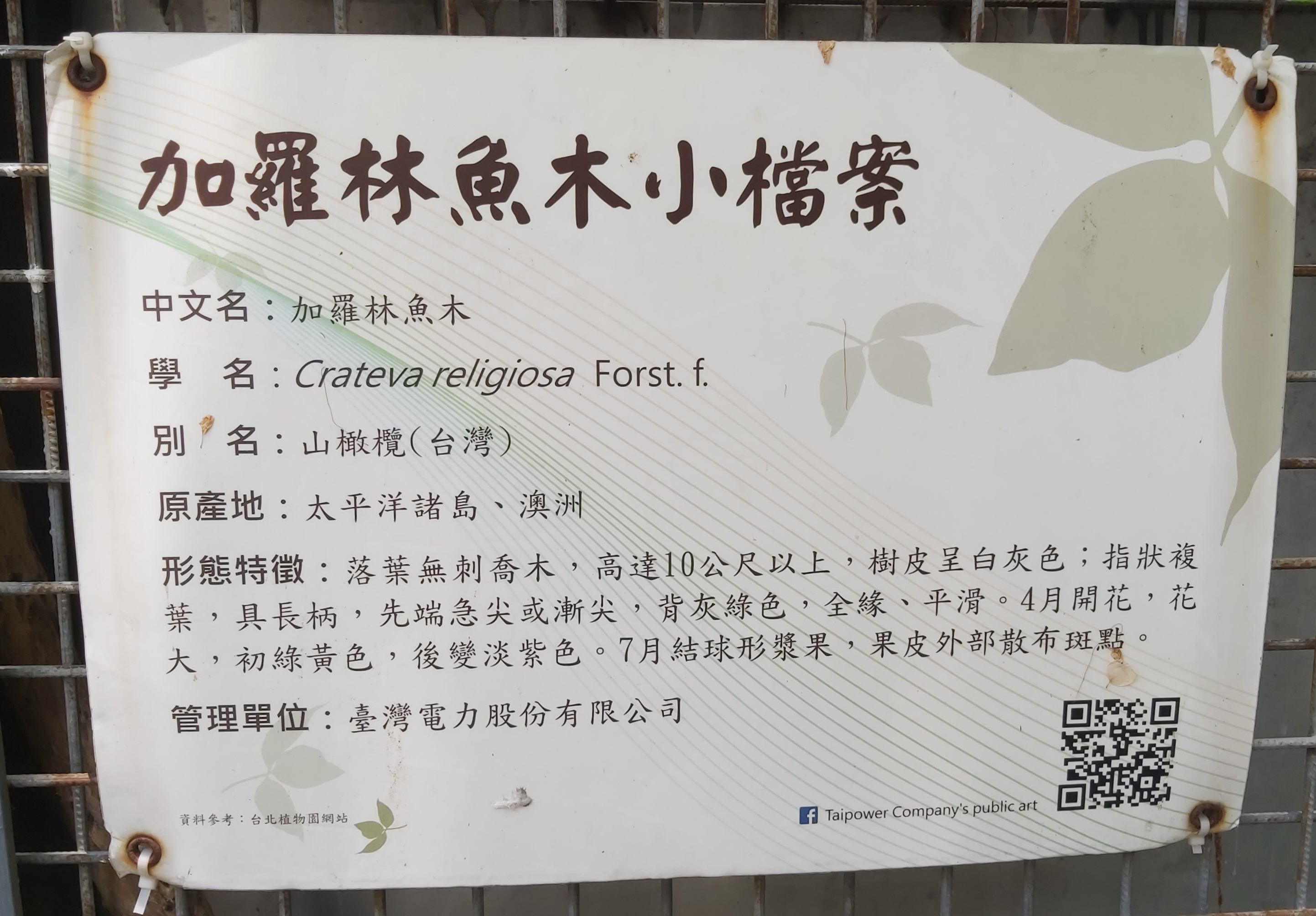
解說牌
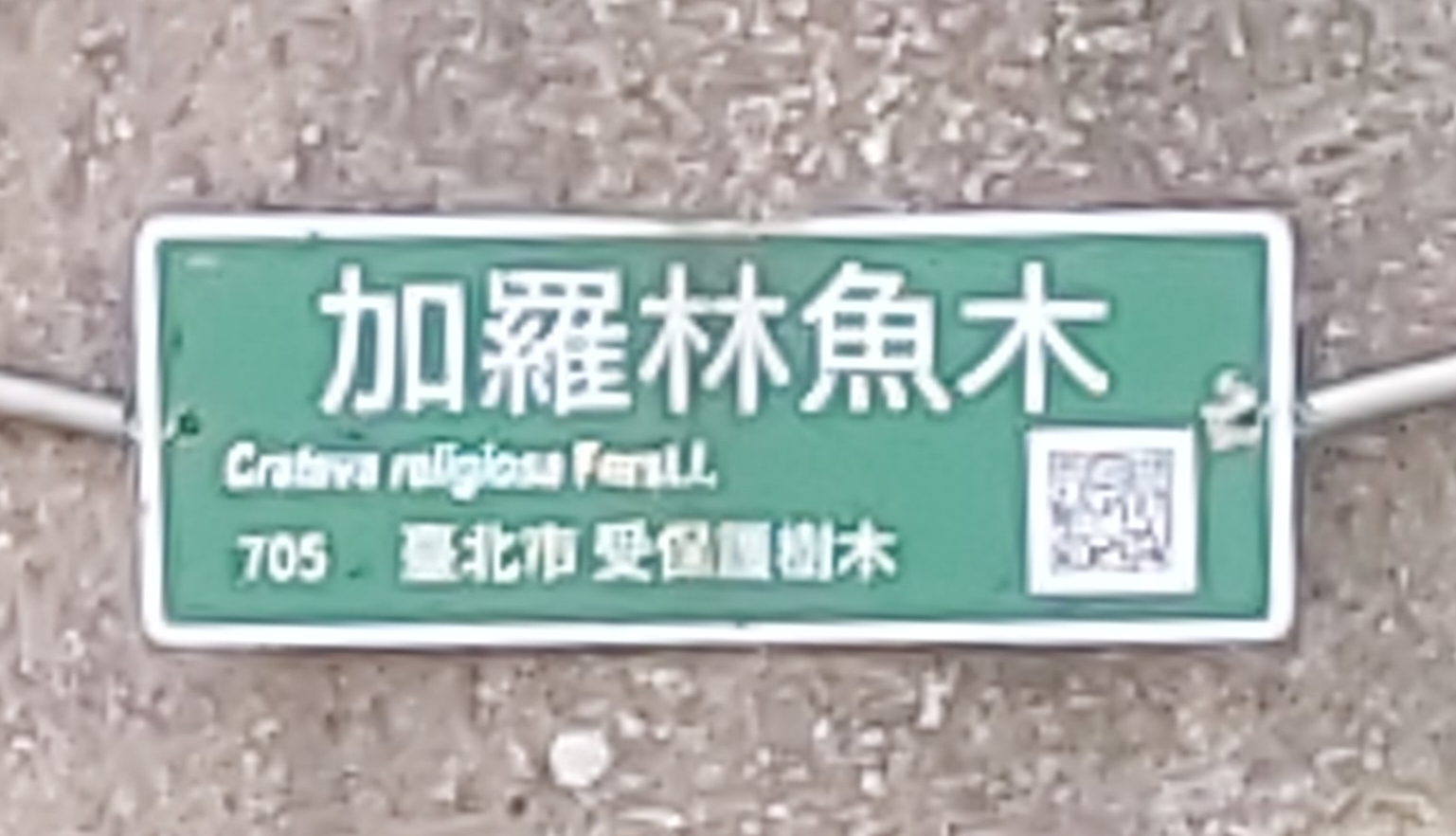
樹木保護編碼

## 外部連結
- 【臺北文化小旅行】臺電加羅林魚木
- 北區施工處加羅林魚木保護計畫——相約初夏聆聽魚木的心跳